# 2012年夏季奧林匹克運動會田徑男子3000公尺障礙賽
2012年夏季奥林匹克运动会田徑比赛的男子3000公尺障礙项目于2012年8月3日至8月5日在英國倫敦奧林匹克體育場举行。